# Siraja Oloan
Siraja Oloan is een bestuurslaag in het regentschap Tapanuli Utara van de provincie Noord-Sumatra, Indonesië. Siraja Oloan telt 1275 inwoners (volkstelling 2010).